# Yasugi

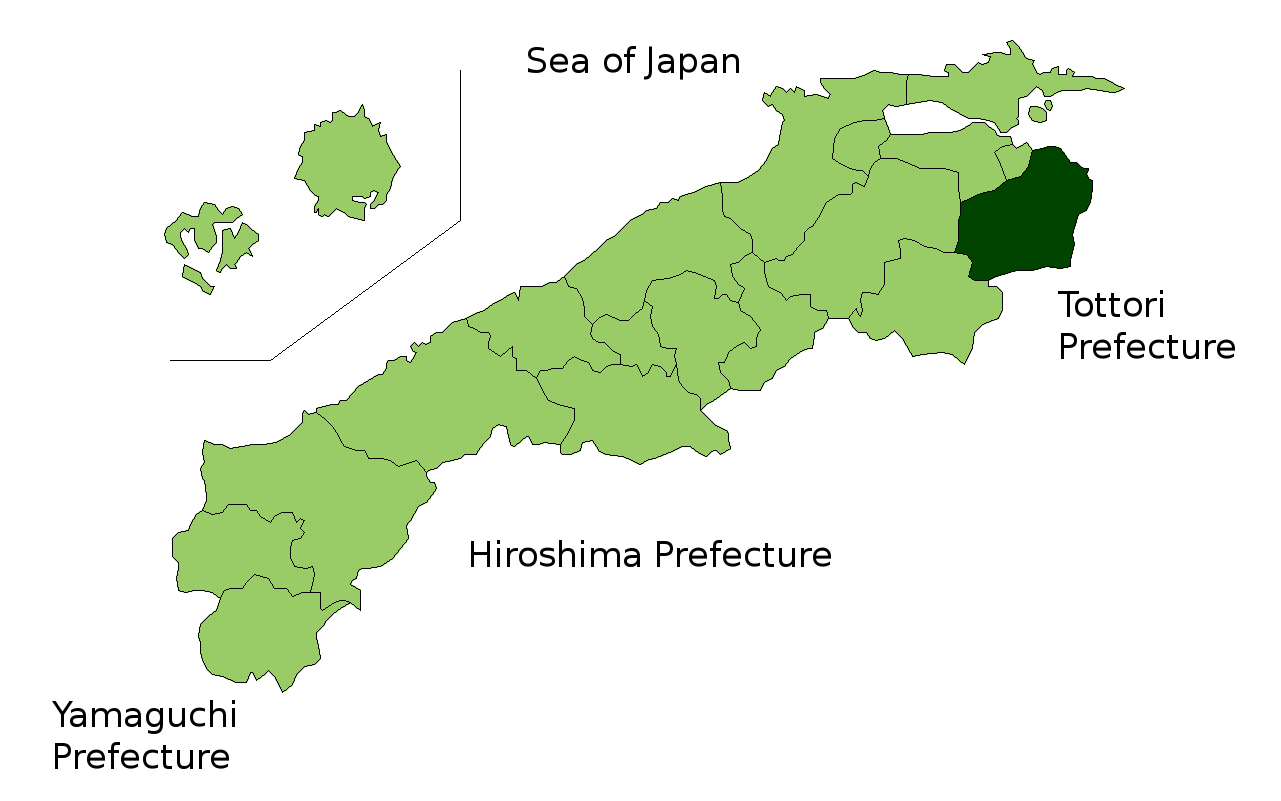

Yasugi (安来市 Yasugi-shi?) este un municipiu din Japonia, situat în partea de est a prefecturii Shimane.